# Inside Wants Out
Inside Wants Out è il primo EP del cantautore statunitense John Mayer, pubblicato il 24 settembre 1999. 

## Tracce
Testi e musiche di John Mayer, eccetto dove indicato.
1. Back to You – 4:00
2. No Such Thing – 3:51 (Mayer, Clay Cook)
3. My Stupid Mouth – 4:16
4. Neon – 3:56 (Mayer, Cook)
5. Victoria – 3:49
6. Love Soon – 3:39 (Mayer, Cook)
7. Comfortable – 5:00 (Mayer, Cook)
8. Neon 12:47 AM – 2:45 (Mayer, Cook)
9. Quiet – 3:20